# Арад (форт)
Крепость Арад (араб. قلعة عراد‎) — фортификационное сооружение в Бахрейне.
Построена приблизительно в конце XV века.
Расположена на острове Мухаррак, в городе Арад (Бахрейн), к западу от столицы Манама, вблизи международного аэропорта.
Сыграла важную роль в укреплении государственности Бахрейна.
В настоящее время является музеем. Стоимость входа — один динар (приблизительно 200 рублей).